# Schizonycha decipiens
Schizonycha decipiens är en skalbaggsart som beskrevs av Gilbert John Arrow 1944. Schizonycha decipiens ingår i släktet Schizonycha och familjen Melolonthidae. Inga underarter finns listade i Catalogue of Life.